# Premio de escritura científica
El Premio de escritura científica fue instituido por la Instituto Estadounidense de Física (AIP) para "promover la efectividad de ciencias de la comunicación en los medios de comunicación impresos y electrónicos con el fin de mejorar la apreciación del público en general, sobre la física, la astronomía, la ciencia y campos afines" El ganador recibe U$D 3.000, y una silla Windsor grabada. Los galardones se dan en cuatro categorías: 1) obra de periodista, 2) obra de un científico en práctica, 3) obra vinculada a niños, 4) obra hecha en una radio. 
Destacados ganadores de esta Ciencia popular, incluye Premios Nobel a Charles Townes, y Steven Weinberg; otros notables son: Simon Singh, Neil deGrasse Tyson, Lawrence Krauss, John Wheeler, Kip Thorne, Leonard Susskind, Clifford Martin Will, Abraham Pais, Heinz Pagels, Banesh Hoffmann, Martin Gardner.

## Ganadores anteriores

### Periodismo
2011: George Musser
Scientific American 
"Could Time End?"
2010: Tom Zoellner
Penguin Group
"Uranium: War, Energy, and the Rock that Shaped the World"
2008: Ann Finkbeiner
Viking/Penguin
"The Jasons"
2007: Tim Folger
Discover Magazine
"If an Electron can be in Two Places at Once, Why Can't You?"
2006: Barbara Goldsmith
WW Norton & Atlas Books
"Obsessive Genius"
2005: Michael Moyer
Popular Science
"Journey to the 10th Dimension"
2004: J. Madeleine Nash
Warner Books
El Niño: Unlocking the Secrets of the Master Weather-Maker
2003: Diane Tennant
The Virginian-Pilot
"A Cosmic Tale"
2002: no se otorgó
2001: Marcia Bartusiak
Joseph Henry Press
Einstein's Unfinished Symphony

2000: Ron Cowen
USA Today
"Quantum Leap in Research Draws Cosmic Insight Closer"; Science News "Travelin' Light"; The Washington Post "Now Hear This!"
1999: Michael Lemonick
Other Worlds: The Search for Life in the Universe
Simon & Schuster
1998: Robyn Suriano y Todd Halvorson
Florida Today
"Cassini: Debating the Risks"
1997: Hazel Muir
New Scientist Magazine
"Watch Out, Here Comes the Sun"
"A Fast Rain's Going to Fall"
1996: K.C. Cole
The Los Angeles Times
(3 newspaper articles)
1995: Gary Taubes
Discover Magazine
"Welcome to Femtoland"
1994: Dick Teresi
Omni Magazine
"The Last Great Experiment of the 20th Century"
1993- Billy Goodman
Air & Space Magazine
"The Planet Hunters"
1992: Dennis Overbye
Harper Collins Publishers
Lonely Hearts of the Cosmos
1991: Charles Petit
Mosiac Magazine
"Vanishingly Close to Absolute Zero"
1990: Jerry Bishop
The Wall Street Journal
"Cold Fusion"
1989: Timothy Ferris
William & Morrow Inc
Coming of Age in the Milky Way
1988: Richard Preston
The Atlantic Monthly Press
First Light
1987: Shannon Brownlee & Allan Chen
Discover Magazine
"Waiting for the Big One"
1986: Arthur Fisher
Mosaic
"Chaos: The Ultimate Asymmetry"
1985: Ben Patrusky
World Book Yearbook
"The Wandering Continents"
1984: John Tierney
Discover Magazine
"Perpetual Commotion"
1983: Martin Gardner
Discover Magazine
"Quantum Weirdness"
1982: Marcia F. Bartusiak
Discover Magazine
"The Ultimate Timepiece"
1981: Leo Janus
Science 80 Magazine
"Timekeepers of the Solar System"
1980: Dennis Overbye
Omni Magazine
"The Wizard of Time & Space"
1979: Robert C. Cowen
The Christian Science Monitor
"The New Astronomy"
1978: Timothy Ferris
The Red Limit: The Search for the Edge of the Universe
1977: William D. Metz
Science Magazine
"Fusion Research"
1976: Frederic Golden
Time Magazine
"Forecast: Earthquake"
1975: Tom Alexander
Fortune Magazine
"Ominous Changes in the World's Weather"
1974: Patrick Young
The National Observer
"A Quake Is Due at..."
1973: Edward Edelson
The New York News
"The Mystery of Space"
1972: Jerry E. Bishop
The Wall Street Journal
"Celestial Clue"
1971: Kenneth Weaver
National Geographic
"Voyage to the Planets"
1970: C.P. Gilmore
Popular Science
"Can We Stop Earthquakes from Happening"
1969: Walter S. Sullivan
The New York Times
"Flight of Apollo 8"
1968: William J. Perkinson
The Baltimore Sun
"ABM Primer: Physics for Defense"

### Científicos
2011: Dan Falk
Scientific magazine
Could Time End?
2009: Dan Falk
COSMOS magazine
"End of days: a universe in ruins"
2008: Gino Segre
Viking/Penguin
"Faust in Copenhagen"
2007: James Trefil
Astronomy magazine
"Where is the Universe Heading?" 
2006: Simon Singh
Harper Collins
"Big Bang"
2005: Neil deGrasse Tyson
Natural History Magazine
"In the Beginning"
2004: Len Fisher
Arcade Publishing, Inc.
"How to Dunk a Doughnut: The Science of Everyday Life"
www.lenfisher.co.uk
2003: Ray Jayawardhana
Astronomy Magazine
"Beyond Black"
2002: Lawrence Krauss
Little, Brown & Co
Atom: An Odyssey from the Big Bang to Life on Earth...& Beyond
Mención Honorífica: Ken Croswell
The Free Press
The Universe at Midnight
2001: Neil deGrasse Tyson, Charles Liu, y Robert Irion
Joseph Henry Press
One Universe
2000: Charles H. Townes 9Charles Townes)
Oxford University Press
How the Laser Happened
1999: John Wheeler y Kenneth Ford
W.W. Norton
Geons, Black Holes & Quantum Foam
1998: Leonard Susskind
Scientific American Magazine
Black Holes & the Information Paradox
1997: Award postponed until 1998
1996: Mitchell Begelman & Martin Rees
W.H. Freeman & Co. Gravity's Fatal Attraction: Black Holes in the Universe
1995: Eric Chaisson
HarperCollins Publishing
The Hubble Wars
1994: Kip S. Thorne (Kip Thorne)
W.W. Norton & Company
Black Holes & Time Warps; Einstein's Outrageous Legacy
1993: Hans C. von Baeyer
Random House
Taming the Atom
1992: David C. Cassidy
W.H. Freeman & Co.
Uncertainty: The Life & Science of Werner Heisenberg
1991: Harold Lewis
W.W. Norton & Co.
Technological Risk
1990: Bruce Murray
W.W. Norton & Co.
Journey Into Space
1989: Mark Littmann
John Wiley & Sons
Planets Beyond: Discovering the Outer Solar System
1988: Michael Riordan
Simon & Schuster
The Hunting of the Quark
1987: Clifford Martin Will
Basic Books
Was Einstein Right?
1986: Donald Goldsmith
Walker & Co.
Nemesis: The Death Star
1985: Edwin C. Krupp
MacMillan Publishing Company
The Comet & You
1984: George Greenstein
Freundlich Books
Frozen Star
1983: Abraham Pais
Oxford University Press
Subtle Is the Lord...The Science & the Life of Albert Einstein
1982: Heinz Pagels
Simon & Schuster
The Cosmic Code: Quantum Physics as the Language of Nature
1981: Eric Chaisson
Little, Brown & Company
Cosmic Dawn
1980: William J. Kaufmann, III
W.H. Freeman & Company
Black Holes & Warped Spacetime
1979: Hans C. von Baeyer
Alumni Gazette, College of William & Mary
"The Wonder of Gravity"
1978: Edwin C. Krupp
Doubleday & Company
In Search of Ancient Astronomies
1977: Steven Weinberg
Basic Books, Inc.
The First Three Minutes
1976: Jeremy Bernstein
The New Yorker
"Physicist: I.I. Rabi"
1975: Robert H. March
Science Year
"The Quandary Over Quarks"
1974: Robert D. Chapman
NASA/Goddard Space Flight Center
Comet Kohoutek
1973: Banesh Hoffmann
Viking Press
Albert Einstein: Creator & Rebel
1972: Dietrich Schroeer
Addison-Wesley
Physics & Its Fifth Dimension: Society
1971: Robert H. March
MacGraw-Hill Book Co., Inc.
Physics for Poets
1970: Jeremy Bernstein
(written for) Atomic Energy Commission
The Elusive Neutrino
1969: Kip S. Thorne
Science Year
"The Death of a Star"

### Niñez
2011: Vicki Wittenstein
Boyds Mills Press
"Planet Hunter: Geoff Marcy and the Search for Other Earths"
2010: Gillian Richardson
Annick Press Ltd.
"Kaboom! Explosions of All Kinds"
2009: Cora Lee and Gillian O'Reilly
Annick Press
"The Great Number Rumble: A story of Math in Surprising Places"
2008: Alexandra Siy and Dennis Kunkel
Charlesbridge
"SNEEZE!
2007: Jacob Berkowitz
Kids Can Press
"Jurassic Poop"
2006: David Garrison, Shannon Hunt & Jude Isabella
Kids Can Press
"Fantastic Feats & Failures"
2005: Bea Uusma Schyffert
Chronicle Books
"The Man Who Went to the Far Side of the Moon"
2004: Marianne Dyson
National Geographic
"Home on the Moon: Living in the Space Frontier"
2003: Ron Miller
Twenty-First Century Books, a Division of The Millbrook Press
Worlds Beyond Series: Extrasolar Planets, The Sun, Jupiter, & Venus
2002: Fred Bortz
The Millbrook Press
Techno-Matter: The Materials Behind the Marvels
2001: Cynthia Pratt Nicolson
Kids Can Press
Exploring Space
2000: Jill Frankel Hauser
Williamson Publishing
Science Play!
Gizmos & Gadgets
1999: Elaine Scott
Hyperion Books for Children
Close Encounters
1998: Barbara Taylor
Henry Holt & Co.
Earth Explained
1997: Donald Silver
Silver Burdett Press
Extinction is Forever
1996: Steve Tomecek
W.H. Freeman & Co.
Bouncing & Bending Light
1995: Sally Ride y Tam O'Shaughnessy
Crown Publishers, Inc.
The Third Planet: Exploring the Earth from Space
1994: Wendy Baker, Andrew Haslam, y Alexandra Parsons
Macmillan
Make it Work!
1993: Gail Gibbons
Holiday House
Stargazers
1992: Gloria Skurzynski
Bradbury Press
Almost The Real Thing
1991: Richard Maurer
Simon & Schuster Inc.
Airborne
1990: David Macaulay
Houghton Mifflin Company
The Way Things Work
1989: Gail Kay Haines
Putnam & Grosset
Micromysteries
1988: Susan Kovacs Buxbaum, Rita Golden Graham, y Maryann Cocca-Leffler
Basic Books
Splash! All About Baths

### Medios de comunicación
2009: Tom Shachtman and David Dugan
Windfall Films in collaboration with Meridian Productions and broadcast on WGBH/NOVA in association with TPT/Twin Cities Public Television
"Absolute Zero"
2008: Julia Cort
WGBH/NOVA scienceNOW
"Asteroid"
2007: Jim Handman, Pat Senson, and Bob McDonald
CBC Radio
"Multiple Worlds, Parallel Universes"
2006: David Kestenbaum
National Public Radio
"Einstein's Miraculous Year: How Smart was Einstein?"
2005: John Palfreman
WNET New York
"Innovation: Light Speed"
2004: William S. Hammack
"Public Radio Pieces" WILL-AM Radio
2003: Jim Handman, Pat Senson, y Bob McDonald
CBC Radio
"It's About Time"
2002: David Kestenbaum
National Public Radio
"Measuring Muons" (Real Media file)
2001: Jon Palfreman
WGBH- Frontline/NOVA
"What's Up with the Weather?"
2000: Craig Heaps
KTVU- TV
Time & Space
Tiempo espacial
1999: Dan Falk
CBC Radio
De Empedocles a Einstein
1998: Sandy Rathbun y Dave Greenleaf
KVOA-TV
Asteroid: The Real Story